# NGC 459
NGC 459 (również PGC 4665 lub UGC 832) – galaktyka spiralna (Sbc), znajdująca się w gwiazdozbiorze Ryb. Odkrył ją William Herschel 15 października 1784 roku.
W galaktyce tej zaobserwowano supernową SN 2011fv.